# 루 테즈

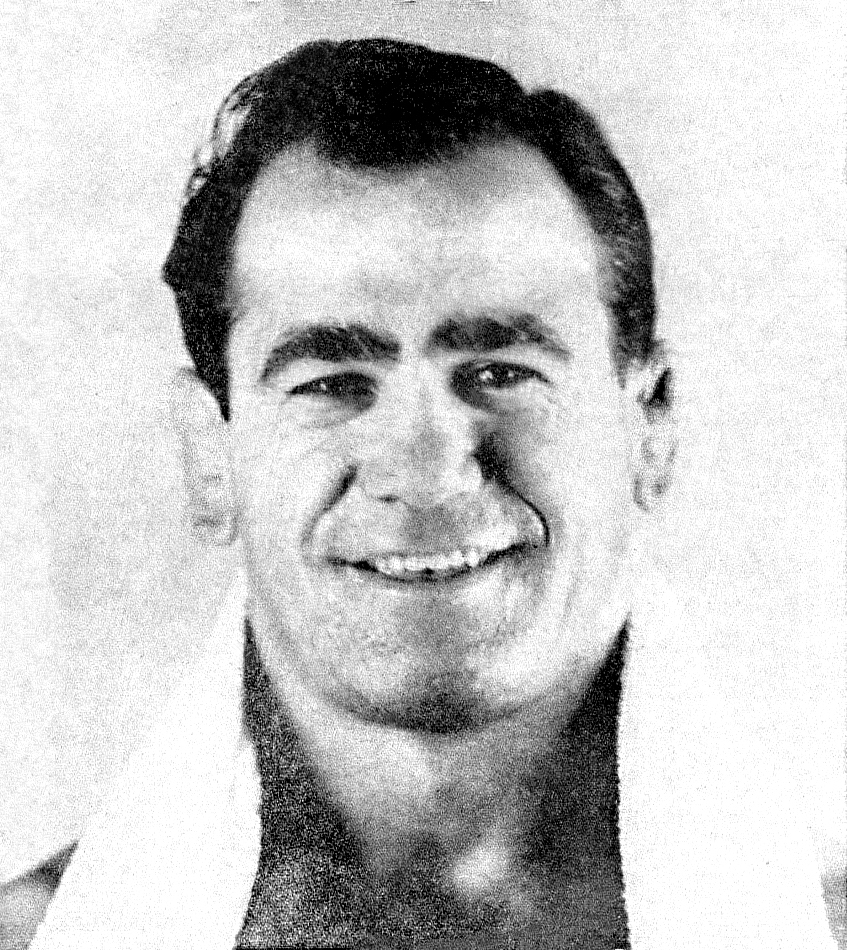

루 테즈(Aloysius Martin "Lou" Thesz, 1916년 4월 24일 ~ 2002년 4월 28일)는 미국의 프로 레슬링 선수이다. 22번 월드 챔피언을 따냈다. 가장 위대한 레슬링 선수들 가운데 한 명으로 널리 인식되고 있다. 일본에서 테즈는 속도, 캐치 레슬링 기술 등에 의해 레슬링의 신, 철인(테츠진)으로 불렸다.

## 생애
테즈는 세 차례 혼인하였다. 첫 배우자는 1937년 3월 22일 결혼한 에블린 캐서린(Evelyn Katherine)이다.

### 사망
테즈는 그의 노년 시기에 뛰어난 신체 조건을 자랑했으나 2002년 4월 9일 대동맥판막 교체를 위해 세 차례 관상동맥우회로이식술을 받은 뒤 수주가 지난 4월 28일 합병증으로 사망하였다. 86번째 생일이 있은 이후 4일만으로, 플로리다주 올랜도에서 사망하였다.